# Pero mathilda
Pero mathilda là một loài bướm đêm trong họ Geometridae.